# Wouter Verhelst
Wouter Verhelst (Torhout, 20 juli 1980) is een Belgisch volleyballer.

## Levensloop
Verhelst was in zijn jeugd actief bij Rembert Torhout en vervolgens VKT Torhout. Vervolgens kwam hij uit voor VC Gistel, VT Webis en wederom Rembert Torhout alvorens in 2003 aan te sluiten bij VC Lennik. In 2005 maakte hij de overstap naar Knack Roeselare. Met deze club werd hij viermaal landskampioen (2006, 2007, 2010 en 2013) en won hij driemaal de Beker van België (2006, 2011 en 2013). Ook won hij met Roeselare driemaal de Supercup (2005, 2007 en 2010). In zijn laatste seizoen (2012-'13) bij deze club kwam hij door een blessure echter weinig aan spelen toe. Vervolgens ging hij aan de slag bij Hermes Oostende en het daaropvolgende seizoen bij zijn jeugdclub Rembert Torhout. In 2020 maakte hij een korstondige transfer naar het Franse VC Michelet Halluin, maar keerde de daaropvolgende transferperiode terug naar Rembert.
Daarnaast was hij actief bij het Belgisch volleybalteam, waarmee hij onder meer deelnam aan het Europees kampioenschap van 2007.